# Eschenmoser-Claisen-omlegging
De Eschenmoser-Claisen-omlegging (vaak gewoon Eschenmoser-omlegging genoemd) is een van de verschillende Claisen-omleggingen in de organische chemie. Tijdens deze reactie wordt een γ,δ-onverzadigd amide gevormd uit een allylalcohol.
De reactie werd in 1964 ontwikkeld door Albert Eschenmoser.